# Монти-Редонду (Торриш-Ведраш)
Мо́нти-Редо́нду (порт. Monte Redondo) — район (фрегезия) в Португалии, входит в округ Лиссабон. Является составной частью муниципалитета Торриш-Ведраш. По старому административному делению входил в провинцию Эштремадура. Входит в экономико-статистический субрегион Оэште, который входит в Центральный регион. Население составляет 787 человек на 2001 год. Занимает площадь 9,11 км².
Покровителем района считается Святой Дух (Divino Espírito Santo).